# Santa Lucía kommun, Argentina
Departamento de Santa Lucía är en kommun i Argentina.   Den ligger i provinsen San Juan, i den centrala delen av landet, 1 000 km väster om huvudstaden Buenos Aires. Antalet invånare är 43 565. Arean är 45 kvadratkilometer.
Terrängen i Departamento de Santa Lucía är platt.
Runt Departamento de Santa Lucía är det i huvudsak tätbebyggt. Runt Departamento de Santa Lucía är det tätbefolkat, med 319 invånare per kvadratkilometer.